# 社会人
社会人（しゃかいじん）とは、日本語において、社会の中で働く人を表わす抽象的な語。多くの場合、学生や未就学児は除外される。社会人として通用する人になるためには、社会人になりたての新人の時期までに一般常識を身に付ける必要がある。
日本語以外の諸外国語では日本で言うところの『社会人』をさす言葉はほとんど見られない。たとえば英語ではworker（労働者）やadult（成人）、citizen（市民）という単語はあるが、日本語の『社会人』にあたる単語・表現はない。『participant in civil society』という表現は citizen と同義である。